# Tack, Gud, att också jag får gå
Tack, Gud, att också jag får gå är en psalm med text skriven 1936 av Nils Bolander med musik skriven 1524 i Nürnberg.

## Publicerad i
- Psalmer och Sånger 1987 som nr 711 under rubriken "Tillsammans i världen".[1]